# The Great Ghost Rescue
The Great Ghost Rescue es una novela para niños del año 1975 de la escritora Eva Ibbotson. La historia trata de un fantasma llamado Humphrey el Horrible.
Una adaptación cinematográfica de la novela debutó en 2011.

## Sinopsis
Humphrey el Horrible, es un agradable y amistoso fantasma muy diferente a su espantosa, muy espantosa y repugnante familia: su madre, una bruja vieja, su padre, un fantasma escocés que murió luchando en la Batalla de Otterburn en el que perdió las dos piernas, su hermano George, un cráneo griton, y su hermana, Winifred, un fantasma que se lamenta cubierta de manchas de sangre.
La familia de Humphrey volvía a su casa en el castillo, cuando descubren que los humanos planean reconstruir el castillo en un centro turístico. Viajan a través de Inglaterra, acompañados de su tía Hortensia la decapitada y su mascota Shuk, y llegan a Norton Castle School, confundiéndolo con un castillo vacío. Aquí, conocen a Rick, un estudiante bastante miedoso de los fantasmas. Rick planea llevar a los fantasmas con el primer ministro para conversar sobre el gran número de fantasmas que se quedan sin sus hogares. 
Los fantasmas y Rick se dirigen a Londres, y recogen una gran variedad de fantasmas en el camino: Walter de Wet, un fantasma rondando un río contaminado; la prima Susie y el Monje Loco, cuya iglesia fue destruida para dar paso a una autopista.
En Londres, Rick busca al miembro del parlamento, Clarence Wilks, pero el político ignorante rechaza la historia de Rick como una pretensión extravagante. Rick y los fantasmas, furiosos por la incredulidad de Wilks, acechan su casa y arruinan una cena con varios invitados prominentes. Wilks decide llevar a los fantasmas a reunirse con el primer ministro a cambio de dejarlo en paz.
El primer ministro lo toma bien, pero no puede prometer la tierra a los fantasmas. Sin embargo, el Señor Bullhaven, presente en toda la conversación, permite a los fantasmas establecerse en su tierra en el norte de Escocia, en un lugar llamado Insleyfarne. Los fantasmas están encantados, y se instalan allí. Rick vuelve a Norton Castillo School, triste de dejar a sus amigos atrás. 
Sin embargo, el Señor Bullhaven, se revela como "la clase de persona que no podía soportar cualquier cosa por estar aun en lo más mínimo inusual o fuera de lo normal", y había reunido a los fantasmas de Inglaterra en Insleyfarne para exorcizarlos. Recluta a varios clérigos y los lleva a Insleyfarne en un intento de exorcizar a los fantasmas. Humphrey logra escapar y, debilitado, viaja a Norton Castillo School para advertir a Rick. Rick, junto a su amiga Bárbara (hija del cocinero de la escuela) y el chico nuevo Peter Thorne, viajan a Insleyfarne en avión para salvar a los fantasmas. Son ayudados por el Sr. Wallance, uno de los sacerdotes que estuvieron de acuerdo para exorcizar los fantasmas de dinero suficiente para alimentar a su familia hambrienta, pero lamenta su decisión de ayudar a Bullhaven. Rick, Bárbara y Peter se encuentran con la bruja vieja, cerca de la muerte, y ella les instruye sobre los recursos sobrenaturales para salvar a los otros fantasmas, como diciendo maldiciones hacia atrás y seca con ajenjo para curar la cola de Shuk.
Los fantasmas tienen una fiesta para celebrar su supervivencia y victoria sobre Bullhaven. Ellos renombrar a Humphrey como "HUMPHREY EL HEROICO" y pronuncian a Rick como "RICK EL SALVADOR". El partido se interrumpe por Bullhaven, que en su ira, estrelló su coche contra un muro de piedra, y ha vuelto a Insleyfarne como un fantasma. Rick implora a los otros fantasmas que le ofrecen santuario.
Rick, Bárbara y Peter regresan a su escuela y Rick es reflexivo y tranquilo. Bárbara le dice acerca de la difícil situación de los osos polares sobre Alaska, y Rick comienza a formar planes para una nueva aventura.